# Електромагнитна спектроскопия
Електромагнитна спектроскопия е спектроскопия при поглъщане или излъчване на кванти електромагнитно излъчване.
Електромагнитната спектроскопия включва използването на спектроскоп, спектрограф или спектрофотометър.

## Видове измервани електромагнитни излъчвания
Измерването може да бъде във всеки един обхват на дължини на вълната:
- Радиовълни
- Микровълни
- Инфрачервени лъчи
- Видима светлина
- Ултравиолетови лъчи
- Рентгенови лъчи
- Гама лъчи

## Видове електромагнитна спектроскопия

### Емисионна спектроскопия
Емисионната спектроскопия изследва електромагнитния спектър на излъчване изпускан от атоми или молекули, които претърпяват преход към по-ниско енергийно ниво. Такъв процес се нарича флуоресценция или при определени условия фосфоресценция. Обикновено емисионната спектроскопия засяга видимата светлина и по-къси дължини на вълните, тъй като флуоресценцията е по-малко вероятно да възникне при дълги дължини на вълните. Виж още: спонтанна емисия.
Примери:
- Флуоресцентна спектроскопия
- Емисионна спектроскопия на пламък
- Лазерна спектроскопия
- Рентгенова флуоресцентна спектроскопия
- Спектроскопия на звезди

Емисионната спектроскопия се използва много в астрономията и дистанционното сондиране. Повечето големи телескопи имат като приставка спектрограф, който се използва за определяне на химическия състав и физическите свойства на астрономическите обекти или за определяне на техните скорости като се измерва отместването на спектралните им линии вследствие на ефекта на Доплер.

### Абсорбционна спектроскопия
Абсорбционната спектроскопия е изучаването на електромагнитните спектри, погълнати от атоми или молекули, които променят енергийното си състояние. Обикновено се използва като аналитична техника, например специфични химични съединения имат специфичен спектър на поглъщане, което се използва като „детектор“ на изследваното вещество. Още повече, интензивността на поглъщане на дадена спектрална линия, ивица и др. е свързана с количеството на даденото химично съединение в изследваното вещество. Абсорбционната спектроскопия може да се използва за определяне на концентрацията на химически елементи и съединения в мостри.
Примери за абсорбционна спектроскопия:
- Вибрационна спектроскопия – абсорбция на инфрачервено излъчване, използва се като аналитично средство за химически анализ на веществата – вж. инфрачервена спектроскопия
- Атомна абсорбционна спектроскопия – използва се като аналитично средство
- UV-VIS абсорбционна спектроскопия – поглъщане на ултравиолетови лъчи и видима светлина, използва се като техника за химически анализ на веществата
- Мьосбауерова спектроскопия – Измерва поглъщането на гама лъчи от свързани атоми (в твърди тела) като функция на енергията на гама лъчите. Това не е аналитична техника, а средство за изучаването на определени процеси в материята.

### Други техники
Електромагнитното излъчване може да взаимодейства с материята и по по-различни начини от простото поглъщане (абсорбция) или излъчване (емисия). Съществуват следните спектроскопски методи:
- Спектроскопия на базата на кръгов дихроизъм – измерва ефекти на мострата върху поляризирането на светлината.
- Магнитен кръгов дихроизъм
- Ядрен магнитен резонанс – измерва резонантната абсорбция на радиочестотното излъчване на ядра в силно магнитно поле. Абсорбционният пик съответства на преходи в спиновите състояния на ядрата на изследваните молекули.
- Електронно-спинов резонанс – подобен на ядрения магнитен, но детектиращ електрони.
- Раманова спектроскопия – При облъчване на вещество в твърдо, течно или газообразно състояние с поток от фотони със строго фиксирана енергия, спектърът на разсеяната светлина съдържа освен доминираща централна компонента със същата енергия (Релеевско разсейване), също така и групи спектрални линии в съседство на основната, дължащи се на ефекта на Раманово разсейване. Групата от по-слаби линии от фотони с по-ниска енергия се наричат Стоксово разсейване, а тези с по-висока енергия се наричат анти-Стоксово разсейване (по името на (Джордж Гейбриъл Стокс). Разликата във фотонните енергии се дължи на това, че в процеса на разсейване част от енергията на падащия фотон може да се отдаде за възбуждане на елементарни трептения на молекулата или кристала (фонон) или енергията на фононите може да се добави към енергията на разсеяния фотон. Разликата между енергията на падащите фотони и разсеяните фотони, които участват в Стоксов или анти-Стоксов процес, се нарича Раманово отместване или Раманов спектър. Рамановият спектър като правило се характеризира с тесни линии с енергии, съответстващи на елементарни трептения на молекулите или кристалната решетка. Броят, енергиите и относителната интензивност на тези линии са строго специфични за даденото вещество. По тази причина Рамановата спектроскопия намира широко приложение за идентифициране на материалите (качествен спектрален анализ).
- Спектроскопия на Щарк – изследва ефектите на електрическото поле върху спектъра.